# Henri Brémond
Henri Brémond, född 31 juli 1865, död 17 augusti 1931, var en fransk litteraturhistoriker och kritiker.
Bremond inträdde 1882 i jesuitorden men lämnade den 1904 för att helt kunna ägna sig åt sina lärda studier, som framför allt rörde den franska religiösa litteraturen. Brémond tog som litteraturforskare starka intryck av Sainte-Beuve och Newman. Han blev 1923 medlem av Franska akademien. 
Bland hans verk märks L'inquiétude religieuse (2 band, 1901–09), Âmes religieuses (1902), Newman (1905), Apologie pour Fénelon (1910), Pour le romantisme (1924), La poésie pure (1925), Prière et poésie (1926) samt Histoire littéraire du sentiment religieux en France (8 band, 1916–28).